# 伊斯雷尔·埃米尔
伊斯雷尔·埃米尔（希伯来语：ישראל עמיר‬ⓘ；1902年11月11日至2002年11月1日），以色列空軍退役中校，曾任以色列空军第一任司令。

## 生平
伊斯雷尔·扎布卢多夫斯基（Yisrael Zabludowski）出生于俄罗斯帝国维尔纽斯的一个犹太人家庭。他于1923年移民到巴勒斯坦托管地并加入了新成立的犹太准军事组织哈加纳。